# George Macartney
George Macartney, 1. Earl Macartney (født 14. maj 1737 i Lissanoure i Antrim i Irland, død 31. maj 1806 i Chiswick i Middlesex i England) var en britisk statsmand, kolonialembedsmand og diplomat.

## Liv og virke
George Macartney havde skotsk familiebaggrund, og fik sin højere uddannelse ved Trinity College i Dublin og Temple School i London. Hans professionelle løbebane begyndte med hans udnævnelse som særlig udsending til Rusland i 1764, hvor han og Katarina II forhandlede sig frem til et forbund mellem de to stater. Efter at han blev udnævnt til peer og fik plads i det britiske overhuset blev han i 1775 guvernør for Grenada og i 1780 for Madras. Han afslog udnævnelsen til generalguvernør i Indien, og vendte i stedet tilbage til England i 1786.
I 1792 blev han leder for det som er blevet kendt som Macartney-sendefærden med det opdrag at forberede officielle og ligeværdige handelsforbindelser med Kina. Men i Beijing førte dels hofintriger og dels Macauleys uvilje til at give kejseren de almindelige æresbevisninger (særlig kowtowbukket) at han blev kontant afvist af Qianlong-kejseren.
Efter et hemmelig diplomatisk opdrag i Italien blev han eleveret til baron og samme år udnævnt til guvernør for det ny erhvervede område Kapkolonien. I 1798 måtte han træde tilbage af helbredsgrunde. Han døde i 1806.